# Ferdinand Georg Waldmüller
Ferdinand Georg Waldmüller (Bécs, 1793. január 15. – Hinterbrühl (Mödling mellett), 1865. augusztus 23. ) osztrák festő, a biedermeier egyik legjelentősebb mestere.

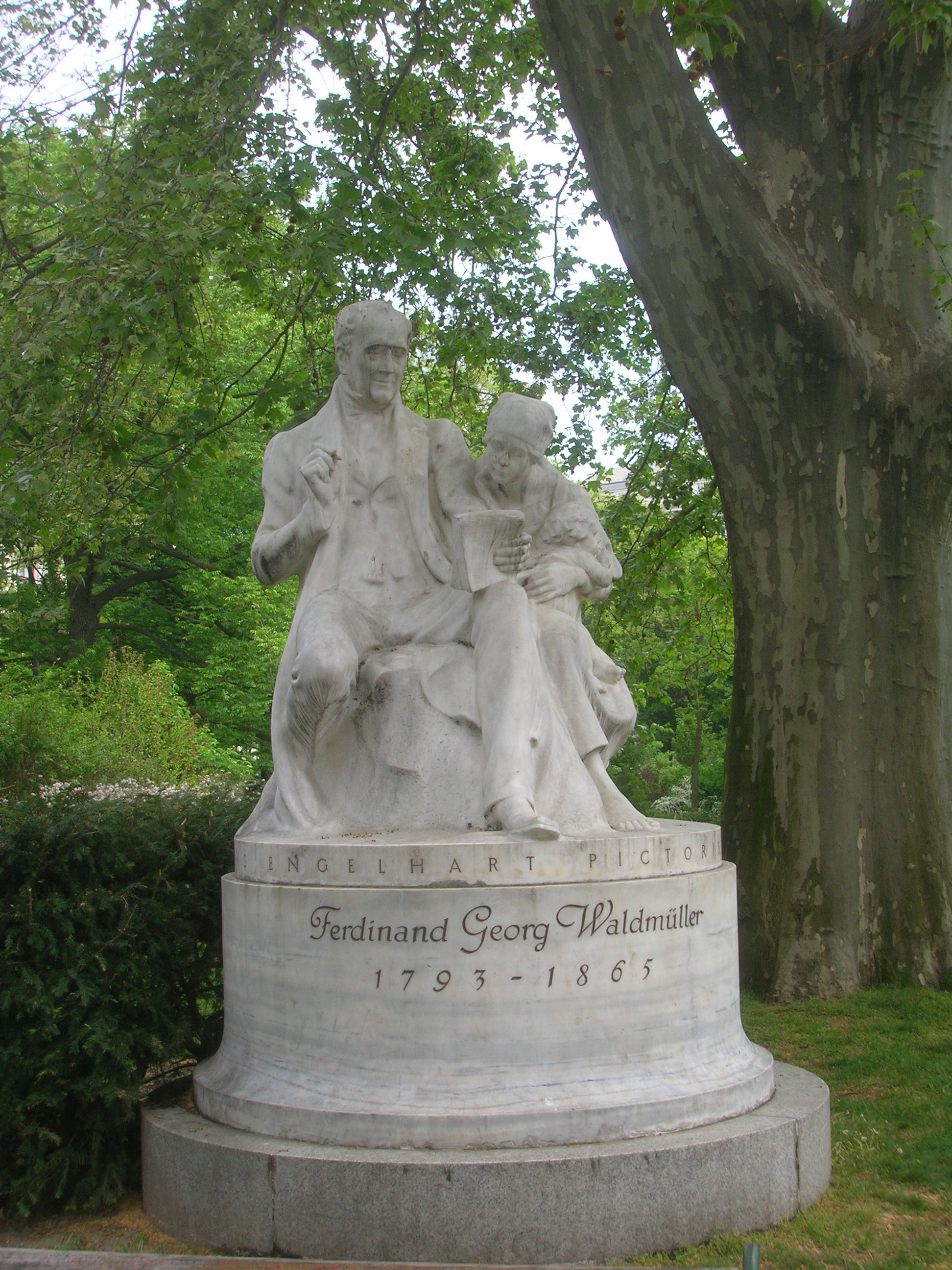
Ferdinand Georg Waldmüller szobra Bécsben

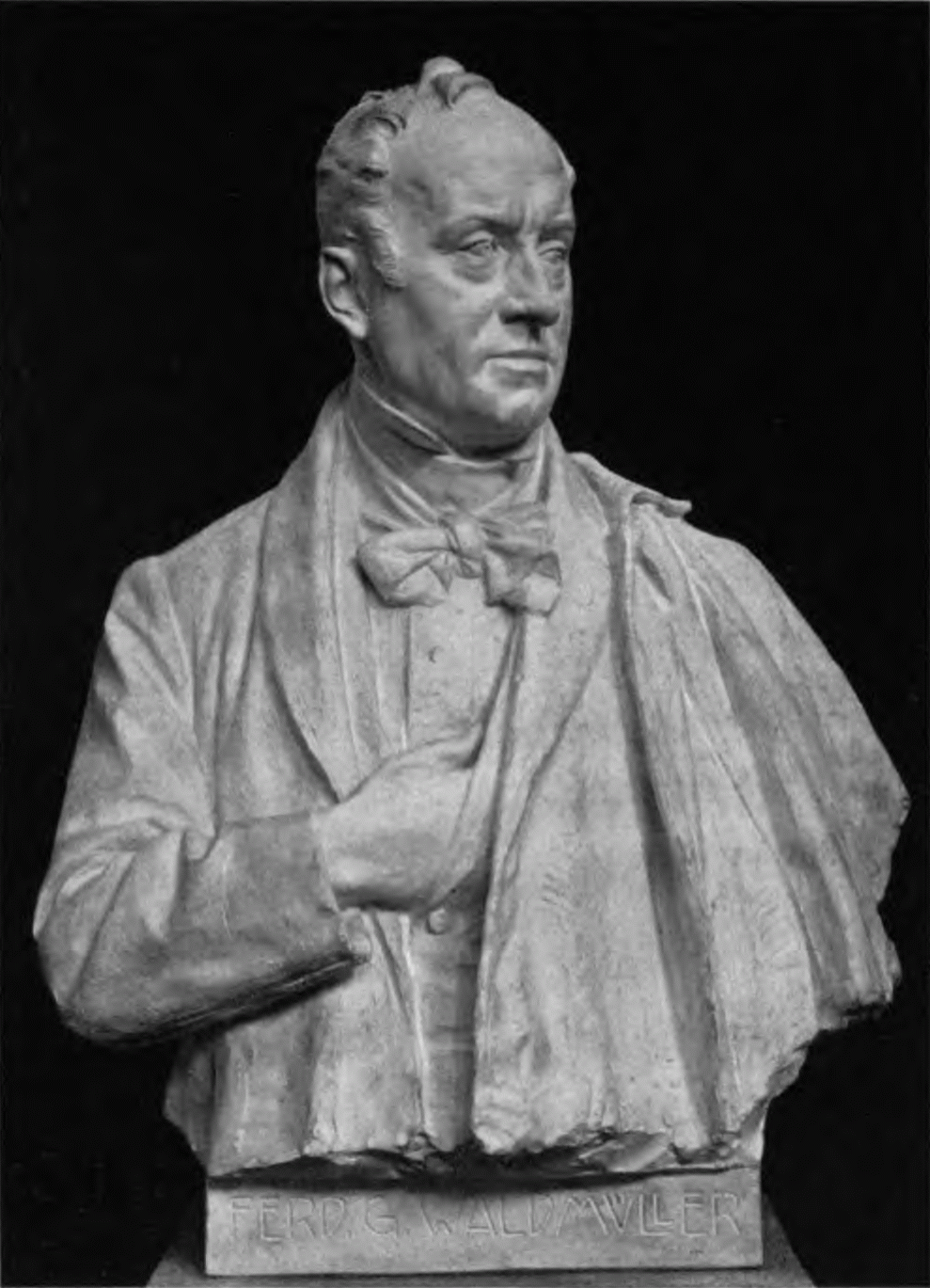
Waldmüller mellszobra (Johann Rathausky alkotása)

## Életpályája
Festői stílusát a korai szakasztól kezdve érzelmesség (néha szentimentalizmus), egyben a részletek finom kidolgozása jellemezte. Bécsben az 1840-es években magániskolát tartott fenn. Tanítványai közé tartozott Zichy Mihály, Borsos József, Madarász Viktor, Orlai Petrich Soma, Hans Canon és Anton Romako. 1846 után élesen fellépett az akadémizmus ellen, a természethű, életközeli ábrázolásmód védelmében.
Akadémiai tagságát 1857-ben felfüggesztették és a császár csak 1864-ben rehabilitálta.
Panoráma című festménye (1847) a budapesti Szépművészeti Múzeumban, Anya és gyermeke című képe Esztergomban található.

## Emlékezete
Emlékművét, Josef Engelhart alkotását, 1913-ban állították fel a bécsi Rathausparkban. Sírja  a Bécshez tartozó Matzleinsdorf temetőjében található.

## Művei

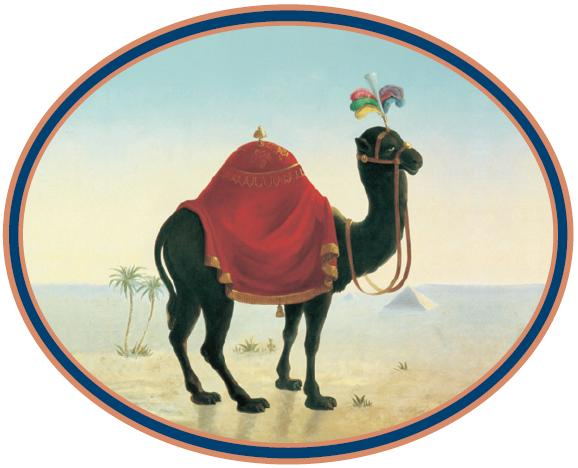
A Zum Schwarzen Kameel nevű borozó cégére, Waldmüller alkotása

- Bildnis der Frau Rosina Wiser (Bécs, Österreichische Galerie, Inv.Nr. 1871), 1820, Öl auf Leinwand, 50×40 cm
- Bildnis des Christoph Bonifazius Zang (Wien Museum, Inv. Nr. 30.855), um 1820, Öl auf Leinwand, 54,5×42,5 cm
- Einblick in die Burgruine Klamm bei Schottwien (St. Pölten, Niederösterreichisches Landesmuseum, Inv. Nr. 8274), 1822/23, Öl auf Holz, 20×25,2 cm
- Bildnis Elise Höfer (Wien Museum), 1827, Öl auf Holz
- Selbstporträt in jungen Jahren (Wien, Österreichische Galerie, Inv.Nr. 2121), 1828, Öl auf Leinwand, 95×75,5 cm
- Partie aus dem Prater (Privatbesitz), 1831, Öl auf Holz, 31×26 cm
- Demetrius Graf Apraxin (Wien, Österreichische Galerie, Inv.Nr. 3686), 1832, Öl auf Holz, 34,2×27,8 cm
- Die Rettenbachwildnis bei Ischl (Wien, Österreichische Galerie), 1832, Öl auf Holz
- Eine reisende Bettlerfamilie wird am Heiligen Christabend von armen Bauersleuten beschenkt (Graz, Neue Galerie am Landesmuseum Joanneum, Inv.Nr. 1/1632), um 1834, Öl auf Holz, 37×30 cm
- Der Dachstein mit dem Gosausee (Wien, Leopold Museum), 1834, Öl auf Holz, 31,4×25,6 cm
- Das Höllengebirge bei Ischl (Wien, Österreichische Galerie), 1834, Öl auf Holz
- Die Alpenhütte auf dem Hoisenrad bei Ischl (Museen der Stadt Wien), 1834, Öl auf Holz
- Der Kupferstecher Francois Haury (Wien, Österreichische Galerie), 1834, Öl auf Holz
- Kinder bei einer Butte mit Trauben (St. Pölten, Niederösterreichisches Landesmuseum, Inv. Nr. 1447), 1834, Öl auf Leinwand, 77×63 cm
- Bildnis des Notars Dr. Josef August Eltz mit seiner Gattin Caroline und seinen acht Kindern in Ischl (Wien, Österreichische Galerie, Inv.Nr. 2567), 1835, Öl auf Leinwand, 124×110 cm
- Der fürstlich Esterhazysche Rat Mathias Kerzmann mit seiner zweiten Gattin und seiner Tochter Maria (Wien, Österreichische Galerie), 1835, Öl auf Leinwand
- Die Traun bei Ischl (Museen der Stadt Wien), 1835, Öl auf Holz
- Der Dachstein gesehen vom Sophienblick bei Ischl (Wien, Österreichische Galerie), 1835, Öl auf Holz
- Wolfgangsee (Wien, Österreichische Galerie), 1835, Öl auf Holz,  31,5×26 cm
- Julia Comtesse Apraxin (Wien, Österreichische Galerie), 1835, Öl auf Holz
- Johann Jakob Schwartz von Mohrenstern (Museen der Stadt Wien), 1837, Öl auf Holz
- Josefine Schwartz von Mohrenstern (Museen der Stadt Wien), 1837, Öl auf Holz
- Die Ansicht des Dachsteins mit dem Hallstädter See von der Hütteneckalpe bei Ischl (Museen der Stadt Wien), 1838, Öl auf Holz
- Mädchen im Atlaskleid (Museen der Stadt Wien), 1839, Öl auf Holz
- Partie von Hallstatt (Salzburg, Museum Carolino Augusteum), 1839, Öl auf Holz, 45×58 cm
- Großes Stilleben mit Prunkpokal (Wien, Österreichische Galerie, Inv.Nr. 876), 1839, Öl auf Holz, 63,5×50 cm
- Mühle am Ausfluss des Königssees (München, Neue Pinakothek, Inv.Nr. 8299), 1840, Öl auf Holz, 46×58 cm
- Junge Bäuerin mit drei Kindern im Fenster (München, Neue Pinakothek, Inv.-Nr. 12895) 1840, Öl auf Leinwand, 84,6×67,5 cm
- Junge Dame am Toilettetisch (Museen der Stadt Wien, Inv.Nr. 10.126), 1840, Öl auf Holz, 39,5×30,9 cm
- Eingang in das Höllental (St. Pölten, Niederösterreichisches Landesmuseum, Inv. Nr. 6448), nach 1840, Öl auf Holz, 25,2×31,5 cm
- Blick auf Arco (Winterthur, Stiftung Oskar Reinhart), 1841, Öl auf Leinwand, 44,5×58 cm
- Emanuel Ritter von Neuwall (Museen der Stadt Wien), 1841, Öl auf Holz
- Traubengehänge (Wien, Österreichische Galerie, Inv.Nr. 1053), 1841, Öl auf Leinwand, 39×48 cm
- Porträt eines jungen Herrn in schwarzer Kleidung (Wien, Österreichische Galerie), 1842, Öl auf Leinwand
- Niederösterreichische Bauernhochzeit (Wien, Österreichische Galerie), 1843, Öl auf Holz
- Das Ende der Schulstunde (Moskau, Puschkin Museum, Inv.Nr. 1338), 1844, Öl auf Holz, 78×95 cm
- Die Verehrung des Heiligen Johannes (Museen der Stadt Wien, Inv.Nr. 8.153), 1844, Öl auf Holz, 78,5×65 cm
- Franz Grillparzer (Museen der Stadt Wien), 1844, Öl auf Leinwand
- Die Bergstadt Castelmola bei Taormina (Wien, Österreichische Galerie), 1844, Öl auf Leinwand
- Die Gratulation zum Geburtstag des Großvaters (Museen der Stadt Wien), 1845, Öl auf Holz
- Kranzbindende Mädchen (Kassel, Neue Galerie, Inv.Nr. 168), 1846, Öl auf Holz, 56×49,5 cm
- Am Klosterportal (St. Petersburg, Ermitage, Inv.Nr. 7167), 1846, Öl auf Holz, 61×79 cm
- Die Pfändung (Wien Museum), 1847, Öl auf Holz
- Blick auf Mödling (Wien, Liechtenstein Museum), 1848, Öl auf Leinwand, 56×69 cm
- Mödling mit der Ruine Liechtenstein (Wien, Österreichische Galerie), 1848, Öl auf Holz
- Bildnis der Frau Anna Waldmüller (Wien, Österreichische Galerie, Inv.Nr. 191), 1850, Öl auf Leinwand, 68×55 cm
- Mutterglück (St. Pölten, Niederösterreichisches Landesmuseum, Inv. Nr. 7512), 1851, Öl auf Holz
- Palmsonntag (Brünn, Mährische Galerie, Inv.Nr. A1444), 1852, Öl auf Holz, 45,5×58 cm
- Kinder am Fenster (Salzburg, Residenzgalerie, Inv.Nr. 335), 1853, Öl auf Leinwand, 85×69 cm
- Der Abschied von den Eltern (St. Pölten, Niederösterreichisches Landesmuseum, Inv.Nr. 678), 1854, Öl auf Holz, 70×86 cm
- Der Abschied des Konskribierten (Wien, Leopold Museum), 1854, Öl auf Holz, 59×74 cm
- Die erschöpfte Kraft (Wien, Österreichische Galerie, Inv.Nr. 3656), 1854, Öl auf Leinwand, 63×75,5 cm
- Wienerwaldlandschaft mit Schloß Wildegg (Wien, Österreichische Galerie), um 1855, Öl auf Leinwand
- Reisigsammler im Wienerwald (Wien, Österreichische Galerie), 1855, Öl auf Holz
- Bildnis der Frau Josefa Ernst, der Mutter des Dombaumeisters Leopold Ernst (Wien, Leopold Museum, Inv. Nr. 635), 1856, Öl auf Holz, 52,5×42 cm
- Das letzte Kalb oder Notverkauf (Stuttgart, Staatsgalerie, Inv.Nr. GLV 27), 1857, Öl auf Holz, 44×56,5 cm
- Am Fronleichnamsmorgen (Wien, Österreichische Galerie), 1857, Öl auf Holz
- Klostersuppe (Schweinfurt, Museum Georg Schäfer, Inv.Nr. 1508), um 1858, Öl auf Leinwand, 96,4×121 cm
- Kinder im Walde oder Veilchenpflückerinnen (Nürnberg, Germanisches Nationalmuseum), 1858, Öl auf Holz, 62,4×79 cm
- Nach der Pfändung (Dresden, Gemäldegalerie Neue Meister, Inv.Nr. 2467 A), 1859, Öl auf Holz, 73×90 cm
- Kinder erhalten ihr Frühstück (Prag, Nationalgalerie, Inv.Nr. NG O 12502), 1859, Öl auf Holz, 71×61 cm
- Berglandschaft mit der Ruine Liechtenstein bei Mödling (Wien, Liechtenstein Museum), 1859, Öl auf Holz, 42×55 cm
- Die unterbrochene Wallfahrt oder Die kranke Pilgerin (Wien, Leopold Museum), 1859, Öl auf Holz, 71×87 cm
- Bäuerin, eine Kuh melkend (Privatbesitz), 1859, Tempera auf Karton, 34,5×42,5 cm
- Abschied der Braut von ihren Gespielen (Wien, Österreichische Galerie, Inv.Nr. 3273), 1860, Öl auf Holz, 63×78,5 cm
- Vorfrühling im Wienerwald oder Veilchenpflücker (Wien, Österreichische Galerie), 1861, Öl auf Holz
- Die Kranzwinderin (Wien, Österreichische Galerie), 1861, Öl auf Holz
- Die Rosenzeit (Museen der Stadt Wien, Inv.Nr. 10.134), 1862-63, Öl auf Holz, 51,5×65 cm
- Der bettelnde Knabe vom Magdalenengrund in Wien (Budapest, Museum der Schönen Künste, Inv.Nr. 378.B), 1863, Öl auf Holz, 62×51 cm
- Begegnung im Wald (Museen der Stadt Wien), 1863, Öl auf Holz
- Heimkehrende Mutter mit ihren Kindern (Wien, Leopold Museum, Inv. Nr. 636), 1863, Öl auf Holz, 53×42 cm
- Vorfrühling im Wiener Wald (Berlin, Nationalgalerie, Inv.Nr. A I 866), 1864, Öl auf Leinwand, 43×54 cm

### Írásai
- Das Bedürfnis eines zweckmäßigen Unterrichts in der Malerei und plastischen Kunst. Angedeutet nach eigenen Erfahrungen. Wien 1846
- Vorschläge zur Reform der Österreichisch-kaiserlichen Akademie der bildenden Kunst. Wien 1849
- Andeutungen zur Belebung der vaterländischen bildenden Kunst. Wien 1857
- Imitation, Reminiscenz, Plagiat. 1857